# Hyllus duplicidentatus
Hyllus duplicidentatus är en spindelart som beskrevs av Lodovico di Caporiacco 1941. Hyllus duplicidentatus ingår i släktet Hyllus och familjen hoppspindlar. Inga underarter finns listade i Catalogue of Life.